# Polska Partia Przyjaciół Piwa
Die Polska Partia Przyjaciół Piwa (polnisch für Polnische Partei der Bierfreunde, kurz: PPPP) war eine polnische politische Partei, die 1990 in Opole durch den Satiriker Janusz Rewiński gegründet wurde und von 1991 bis 1993 im polnischen Parlament vertreten war.

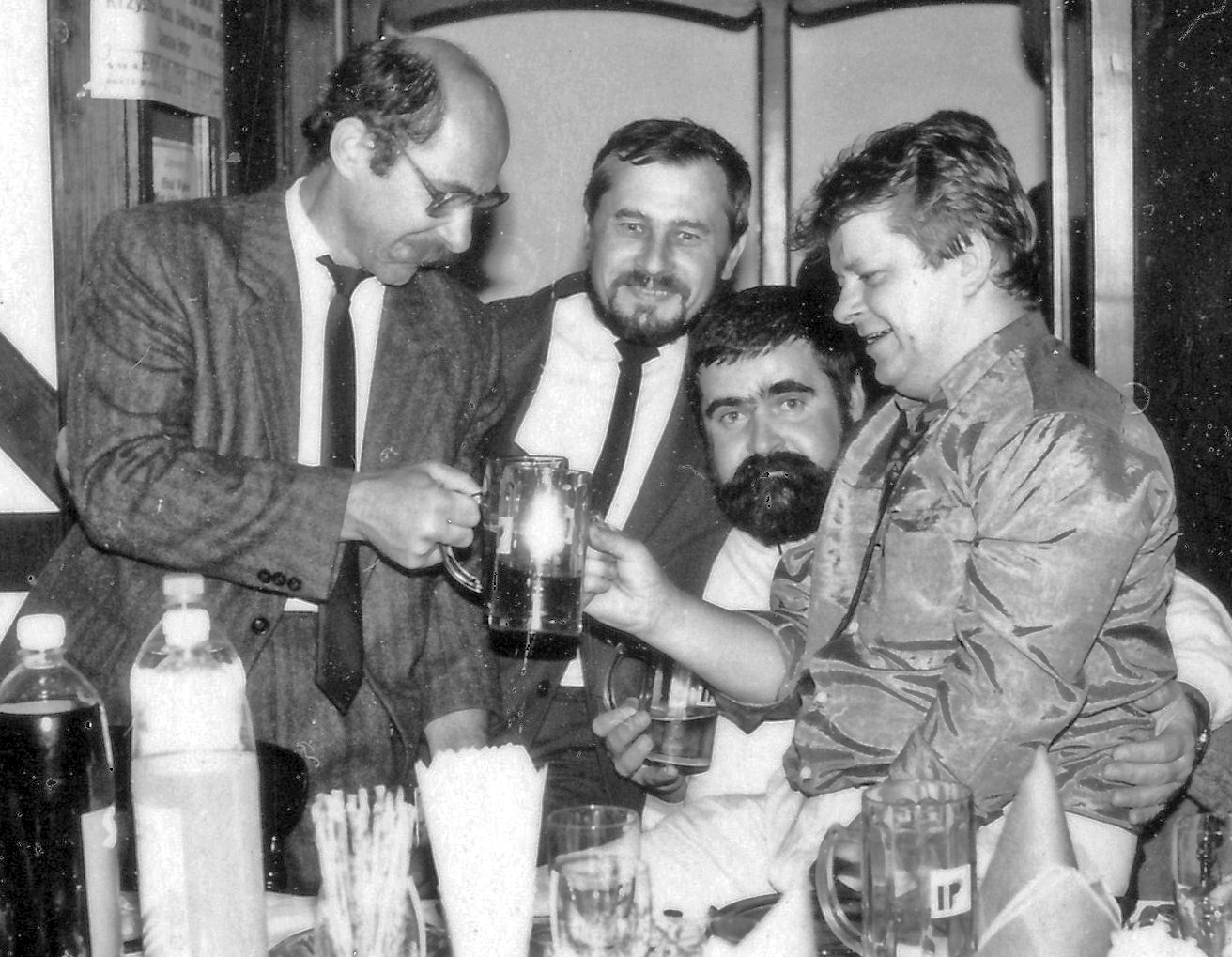
Sitzung der Bierfreundepartei: Leszek Bubel (rechts), Janusz Rewiński (2. von rechts)

## Geschichte
Ins Spiel gebracht wurde die Gründung der Partei durch die Redaktion des nicht mehr existierenden Männer-Monatsmagazins Pan. Ursprüngliches Ziel von PPPP sollte die Propagierung eines kulturvollen Biertrinkens (statt Wodka) in Pubs englischen Stils sein und zugleich die Bekämpfung von Alkoholismus. Die Partei wurde am 28. Dezember 1990 registriert.
Auszug aus dem Wahlprogramm der PPPP:

„Wir unterliegen nicht dem Irrtum, der Pole könne Abstinenzler werden. Nur soll er nicht Wodka trinken. Ein schmackhaftes, kühles, aromatisches Bier kann genauso dem Ausbringen eines Toasts dienen […] Beim Bier kann man Ansichten austauschen, mit Bier kann man sich leichter verständigen, einig werden. Werden wir uns einig, seien wir tolerant, verständnisvoll und miteinander.“

Der auffällige Name und die Enttäuschung der polnischen Bevölkerung über die politische Entwicklung ihres Landes nach der Wende in Polen führten dazu, dass die Partei bei den Parlamentswahlen 1991 einen verhältnismäßig hohen Stimmenanteil von 3,3 % erhielt (10. Platz unter 111 zugelassenen Parteien), was ihr 16 Sitze im polnischen Parlament (Sejm) einbrachte.
Kurz darauf teilte sich die Partei in zwei Fraktionen: Małe Piwo und Duże Piwo (Kleines Bier und Großes Bier), entgegen der Erklärung Rewińskis: „Bier ist nicht dunkel, ist nicht hell, sondern schmeckt einfach.“ Małe Piwo hatte 3 Sitze inne und bildete im Sejm für einige Monate die Parlamentarier-Runde Spolegliwość und in der Folge (nach dem Weggang eines Abgeordneten zum SLD) den Kreis Partei der Pensionäre und Rentner „Hoffnung“.
Duże Piwo hatte 13 Sitze und trat im Sejm auf unter der Bezeichnung Polnisches Wirtschafts-Programm (PPG). Einige Monate nach Bildung der Regierung Suchocka tat sich die PPG zusammen mit dem Liberal-Demokratischen Kongress (KLD) zur Parlamentarier-Vereinigung Polnisches Liberales Programm.
Letzter Vorsitzender der Partei PPPP war Leszek Bubel, unter dessen Führung sie in den Parlamentswahlen 1993 einen katastrophalen Einbruch des Stimmenanteils auf 0,1 % zu verzeichnen hatte, mit dem Effekt, dass die Gruppierung ihre politische Tätigkeit einstellte und nach dem neuen Statut 1997 auch nicht wieder registriert wurde. Hauptgrund für das schwache Abschneiden war die Kandidatur von ehemaligen PPPP-Abgeordneten auf anderen Listen, hauptsächlich der des KLD.